# Maire de Castroponce
Maire de Castroponce è un comune spagnolo di 237 abitanti situato nella comunità autonoma di Castiglia e León.